# Aldo Dami
Aldo Dami (1897. november 30. – 1976. november 30.) svájci olasz újságíró, történész, a Genfi Egyetem földrajztudomány professzora, a Magyarországra hátrányos trianoni békeszerződés hangos nemzetközi bírálója.

## Életrajz
Aldo Dami 1928-tól 1931-ig a Szegedi- és a Lipcsei Egyetemek asszisztense, majd a Genfi Egyetem magántanára, a történeti földrajz és etnikai csoportok tantárgy oktatója. Szakértője volt Európa valamennyi állama területi történelmének és a nehéz viszonyok között élő etnikai csoportoknak a különböző Duna-menti és balkáni államokban (pl. Bulgária).

## Magyarországgal kapcsolatos véleménye
„Ha Magyarország erőszakos beolvasztó politikát akart volna folytatni kisebbségeivel szemben – ez volt mellesleg a francia királyok politikája – erre évszázadokon keresztül bőségesen lett volna ideje. … Franciaország különösképpen ezeréves egyesítési politikájának köszönheti, hogy politikai bukásai után 1815-ben és 1871-ben fennmaradhatott. Magyarországot ezzel szemben 1920-ban megbüntették azért, mert elhanyagolta az egyesítést, és hagyta nemzetiségeit saját területén szabadon fejlődni. … Ha valóban elnyomta volna őket, ma nem lennének trianoni határok.”

## Művei
- La Hongrie de demain, Les Oeuvres Representatives, Párizs, 1933, 317 o.
- Histoire illustrée de la Suisse, Peter Dürrenmatt: Schweizer Geschichte című, német nyelvű művének francia nyelvre fordítása[3]

## Bibliográfia
- Sonia Cimino: Aldo Dami (1898-1977), un Européen anticonformiste. La question des minorités et des remaniements de frontières dans l'Europe danubienne (1914-1945), Mémoire, terminé; docento: Prof. Francis Python; Institute: Histoire contemporaine; Fribourg, 1994/1995
- Dami, Aldo; Refaire l’histoire; Párizs; La pensée universelle, 1973, 284 o.

## Fordítás
- Ez a szócikk részben vagy egészben  az   Aldo Dami című eszperantó Wikipédia-szócikk ezen változatának fordításán alapul.  Az eredeti cikk szerkesztőit annak laptörténete sorolja fel. Ez a jelzés csupán a megfogalmazás eredetét és a szerzői jogokat jelzi, nem szolgál a cikkben szereplő információk forrásmegjelöléseként.